# Banc d'Estònia
El Banc d'Estònia (estonià: Eesti Pank) és el banc central de la República d'Estònia i actualment pertany a l'Eurosistema i Sistema Europeu de Bancs Centrals. Fins a l'1 de gener de 2011 encunyava la corona estoniana, moment en què Estònia va passar a formar part de la zona euro. Des del 7 de juny de 2012, el president del banc és Ardo Hansson.

## TALIBOR
TALIBOR és l'acrònim de Tallinn Interbank Offered Rate (Taxa Interbancària Oferta de Tallinn) i és una referència diària basada en el tipus d'interès de com el banc ofereix préstecs no garantits o insegurs a altres bancs al mercat financer o mercat interbancari estonià. TALIBOR es publicat diàriament pel Banc d'Estònia juntament amb el TALIBID Tallinn Interbank Bid Rate (Taxa d'Oferta Interbancària de Tallin).
El TALIBOR es calcula sobre la base de cotitzacions per a diferents terminis previstos pels bancs de referència, fent-ho públic cada dia laborable al voltant de les 11 del matí, fent cas omís de la cotització màxima i mínima, i calculant la mitjana aritmètica de les cotitzacions.

## Introducció de l'Euro el 2011
Amb la introducció de l'euro l'1 de gener de 2011 la funció del banc va canviar i moltes de les seves funcions van ser assumides pel Banc Central Europeu. Altres funcions li segueixen romanent en exclusivitat, així com la seva pertinença al Sistema Europeu de Bancs Centrals.

## Presidents del Banc d'Estònia
- Mihkel Pung (març 1919 – agost 1919)
- Eduard Aule (octubre 1921 – octubre 1925)
- Artur Uibopuu (octubre 1925 – novembre 1926)
- Jüri Jaakson (novembre 1926 – juliol 1940)
- Juhan Vaabel (juliol 1940 – octubre 1940)
- Martin Köstner (1944–1949; a l'exili)
- Oskar Kerson (21 de gener de 1968 – 31 de desembre 1980; a l'exili)
- Rein Otsason (28 de desembre 1989 – 23 de setembre 1991)
- Siim Kallas (23 de setembre de 1991 – 27 d'abril 1995)
- Vahur Kraft (27 d'abril de 1995 – 7 de juny 2005)
- Andres Lipstok (7 de juny de 2005 – 7 de juny de 2012)
- Ardo Hansson (7 de juny de 2012 - present)